# Пиростегия
Пиростегия (лат. Pyrostegia; от др.-греч. πῦρ, pyr — огонь и στέγος, stegos — крыша) — род растений семейства Бигнониевые (Bignoniaceae), распространённый в Америке от Мексики до Боливии и Аргентины.

## Ботаническое описание
Деревянистые лианы. Стебли шестиугольные, выполненные, сердцевина твёрдая. Чешуи пазушных почек треугольные и едва заметные. Листья 2- или 3-листочковые, конечный листочек часто заменен трёхраздельным усиком. Листочки зеленоватые, усеянные просвечивающими точками; черешок цилиндрический.
Соцветия верхушечные и/или пазушные, щитковидные, цимозные. Цветки зигоморфные, пятимерные; чашечка коротко 5-лопастная. Венчик оранжево-красный или белый, узкотрубчатый; долей 5, створчатые у основания и черепитчатые сверху (створчатые в бутонах). Тычинок 4, с хорошо развитыми нитями, выступающие, пыльники голые, теки прямые. Завязь сидячая, семяпочки в одном ряду на каждой плаценте; рыльце ромбическое, голое; диск кольцевой. Коробочки линейные, уплощенные, прямые, кожистые, двустворчатые, голые и гладкие, с сохраняющейся чашечкой. Семена голые и гладкие, крылатые; крылья прозрачные, линейные.

## Виды
Род включает 2 вида:
- Pyrostegia millingtonioides Sandwith
- Pyrostegia venusta (Ker Gawl.) Miers — Пиростегия очаровательная